# 吉川英治文学賞
吉川英治文学賞（よしかわえいじぶんがくしょう）は、公益財団法人吉川英治国民文化振興会が主催し、講談社が後援する文学賞。大衆小説が対象。1967年に設置されて以来、年1回発表されている。受賞は選考委員の合議によって決定される。当初は功労賞的な側面が強かったが、近年は具体的な作品が対象とされている。受賞者には正賞として賞牌、副賞として300万円が授与される。1980年以降、並行して運営されている吉川英治文学新人賞が新人もしくは中堅が対象であることから、本賞はベテランの作家が受賞するケースが多い。
現在の吉川英治文学賞の前身は、吉川英治の寄付金をもとに1962年2月に創設された「吉川英治賞」。第1回の受賞者は須知徳平であったが、1966年に賞の運営が毎日新聞社から吉川英治国民文化振興会（現在は公益財団法人吉川英治国民文化振興会）と講談社に移管され、現在の制度になった。

## 受賞作一覧

### 第1回から第10回
- 第1回（1967年） 松本清張 『昭和史発掘』、『花氷』、『逃亡』ならびに幅広い作家活動に対して
- 第2回（1968年） 山岡荘八 『徳川家康』
- 第3回（1969年） 川口松太郎 『しぐれ茶屋おりく』
- 第4回（1970年） 柴田錬三郎 『三国志 英雄ここにあり』を中心とした旺盛な作家活動に対して
- 第5回（1971年） 源氏鶏太 『口紅と鏡』、『幽霊になった男』その他、これまでの新しい大衆文学の領域を確立した業績の業績に対して
- 第6回（1972年） 司馬遼太郎 『世に棲む日日』を中心とした作家活動に対して
- 第7回（1973年） 水上勉 『兵卒の鬣』を中心とした作家活動に対して
- 第8回（1974年） 新田次郎 『武田信玄』ならびに一連の山岳小説に対して
  - 候補作
    - 池波正太郎『追跡 鬼平犯科帳』、『殺しの四人 仕掛人・藤枝梅安』
    - 小松左京『日本沈没』
    - 早乙女貢『おけい』
    - 田辺聖子『すべってころんで』
- 第9回（1975年） 城山三郎 『落日燃ゆ』
  - 候補作
    - 井上ひさし『いとしのブリジット・ボルドー』
    - 佐藤愛子『女優万里子』
    - 杉本苑子『玉川兄弟』
- 第10回（1976年） 五木寛之 『青春の門』（筑豊編ほか）
  - 候補作
    - 池波正太郎『鬼平犯科帳シリーズ』、『必殺仕掛人シリーズ』、『剣客商売シリーズ』
    - 井上ひさし『ドン松五郎の生活』
    - 田辺聖子『夕ごはんたべた?』
    - 渡辺淳一『冬の花火』

### 第11回から第20回
- 第11回（1977年） 池波正太郎『鬼平犯科帳』、『剣客商売』、『仕掛人・藤枝梅安』などを中心とした作家活動に対して
  - 候補作
    - 早乙女貢『北條早雲』
    - 井上ひさし『偽原始人』、『新釈遠野物語』
    - 山口瞳『元日の客』、『湖沼学入門』
- 第12回（1978年） 杉本苑子『滝沢馬琴』
  - 候補作
    - 戸川幸夫『動物文学全集』（全15巻）
    - 半村良『戸隠伝説』、『どぶどろ』
    - 結城昌治『志ん生一代』
- 第13回（1979年） 吉村昭『ふぉん・しいほるとの娘』
  - 候補作
    - 永井路子『つわものの賦』
    - 藤沢周平『一茶』
    - 渡辺淳一『神々の夕映え』
- 第14回（1980年） 黒岩重吾『天の川の太陽』、渡辺淳一『遠き落日』、『長崎ロシア遊女館』
  - 候補作
    - 永井路子『流星 お市の方』
- 第15回（1981年） 船山馨『茜いろの坂』
  - 候補作
    - 永井路子『銀の館』
    - 藤沢周平『春秋の檻』(獄医立花登手控えシリーズ)
    - 井上ひさし『下駄の上の卵』
- 第16回（1982年） 南條範夫『細香日記』
- 第17回（1983年） 宮尾登美子『序の舞』
  - 候補作
    - 藤沢周平『密謀』
    - 陳舜臣『太平天国』
- 第18回（1984年） 伊藤桂一『静かなノモンハン』
- 第19回（1985年） 結城昌治『終着駅』
  - 候補作
    - 津本陽『雑賀六字の城』
    - 平岩弓枝『橋の上の霜』
    - 永井路子『この世をば』
- 第20回（1986年） 井上ひさし『腹鼓記』、『不忠臣蔵』、藤沢周平『白き瓶』

### 第21回から第30回
- 第21回（1987年） 宮本輝『優駿』（最年少受賞）
- 第22回（1988年） 永井路子『雲と風と』ならびに一連の歴史小説に対して
- 第23回（1989年） 早乙女貢『會津士魂』
- 第24回（1990年） 尾崎秀樹『大衆文学の歴史』
- 第25回（1991年） 平岩弓枝『花影の花 大石内蔵助の妻』
- 第26回（1992年） 陳舜臣『諸葛孔明』
- 第27回（1993年） 田辺聖子『ひねくれ一茶』
- 第28回（1994年） 受賞作なし
- 第29回（1995年） 津本陽『夢のまた夢』、阿刀田高『新トロイア物語』
- 第30回（1996年） 高橋治『星の衣』

### 第31回から第40回
- 第31回（1997年） 野坂昭如『同心円』
- 第32回（1998年） 林真理子『みんなの秘密』、皆川博子『死の泉』
- 第33回（1999年） 白石一郎『怒濤のごとく』
- 第34回（2000年） 高橋克彦『火怨』
- 第35回（2001年） 宮城谷昌光『子産』
- 第36回（2002年） 伊集院静『ごろごろ』
- 第37回（2003年） 原田康子『海霧』
- 第38回（2004年） 北方謙三『楊家将』
- 第39回（2005年） 北原亞以子『夜の明けるまで』
- 第40回（2006年） 受賞作なし

### 第41回から第50回
- 第41回（2007年） 宮部みゆき『名もなき毒』
- 第42回（2008年） 浅田次郎『中原の虹』
- 第43回（2009年） 奥田英朗『オリンピックの身代金』
- 第44回（2010年） 重松清『十字架』
- 第45回（2011年） 森村誠一『悪道』
- 第46回（2012年） 夢枕獏『大江戸釣客伝』
- 第47回（2013年） 小池真理子『沈黙のひと』
- 第48回（2014年） 大沢在昌『海と月の迷路』、東野圭吾『祈りの幕が下りる時』
- 第49回（2015年） 逢坂剛『平蔵狩り』
- 第50回（2016年） 赤川次郎『東京零年』

### 第51回から
- 第51回（2017年） 藤田宜永『大雪物語』
- 第52回（2018年） 帚木蓬生『守教』
- 第53回（2019年） 篠田節子『鏡の背面』
- 第54回（2020年） 受賞作なし[2]
- 第55回（2021年） 村山由佳『風よ あらしよ』
- 第56回（2022年） 京極夏彦『遠巷説百物語』、中島京子『やさしい猫』
- 第57回（2023年） 桐野夏生『燕は戻ってこない』
- 第58回（2024年） 黒川博行『悪逆』[3]
- 第59回（2025年） 角田光代『方舟を燃やす』

## 選考委員
- 第1回から第4回 石坂洋次郎、井上靖、川口松太郎、永井龍男（第4回欠席）、丹羽文雄
- 第5回から第13回 石坂洋次郎、井上靖（第9回は書面回答）、尾崎秀樹、川口松太郎（第9回書面回答）、丹羽文雄
- 第14回 池波正太郎、石坂洋次郎、井上靖、尾崎秀樹、川口松太郎（欠席）、源氏鶏太、丹羽文雄
- 第15回 池波正太郎、井上靖、尾崎秀樹、川口松太郎、源氏鶏太、丹羽文雄
- 第16回から第19回 池波正太郎、井上靖、尾崎秀樹、川口松太郎、源氏鶏太（第19回欠席）、城山三郎、丹羽文雄、水上勉
- 第20回から第21回 池波正太郎、井上靖（第21回欠席）、伊藤桂一、尾崎秀樹、城山三郎、丹羽文雄、水上勉、吉村昭
- 第22回から第23回 伊藤桂一、尾崎秀樹、城山三郎（第23回不参加）、杉本苑子、水上勉、吉村昭
- 第24回 伊藤桂一、尾崎秀樹（欠席）、黒岩重吾、城山三郎（不参加）、杉本苑子、水上勉、吉村昭
- 第25回から第33回 五木寛之、伊藤桂一、尾崎秀樹、黒岩重吾、杉本苑子、水上勉（第32回以降欠席）、渡辺淳一
- 第34回から第37回 五木寛之、伊藤桂一、井上ひさし、黒岩重吾（第37回書面回答）、杉本苑子、平岩弓枝、渡辺淳一
- 第38回 五木寛之、伊藤桂一、井上ひさし、杉本苑子、平岩弓枝、渡辺淳一
- 第39回から第44回 五木寛之、井上ひさし（第44回欠席）、北方謙三、林真理子、平岩弓枝、宮城谷昌光、渡辺淳一
- 第45回から第48回 五木寛之、北方謙三、林真理子、平岩弓枝、宮城谷昌光、渡辺淳一（第48回欠席）
- 第49回から第54回 浅田次郎、五木寛之、北方謙三、林真理子、平岩弓枝、宮城谷昌光
- 第55回から第57回 浅田次郎、五木寛之、北方謙三、林真理子、宮城谷昌光、宮部みゆき
- 第58回 浅田次郎、北方謙三、林真理子、宮部みゆき
- 第59回 浅田次郎、北方謙三、桐野夏生、林真理子、宮部みゆき